# Lambert-Eatonov miastenični sindrom
Lambert-Eatonov miasteični sindrom (LEMS) je avtoimunska bolezen, pri kateri je zaradi protiteles moten živčnomišični prenos. Značilni za to bolezen so mišična šibkost, hiporefleksija ali arefleksija (zmanjšani ali izginulu kitni refleksi) in avtonomna disfunkcija (nepravilno delovanje avtonomnega živčevja). Je redka bolezen, ki se pojavlja predvsem po 40. letu starosti. Lahko se pojavlja v povezavi s karcinomi ali pa brez njih. 

## Etiologija in patofiziologija
Vzrok bolezni so protitelesa usmerjena proti kalcijevim (Ca2+) kanalčkom v presinaptični membrani živčnomišičnega stika, kar prepreči sproščanje aceilholina v sinaptično špranjo in s tem krčenje mišic. Posledica je mišična oslabelost. 
Ločimo dve veliki skupini bolnikov z LEMS; ena z osnovno maligno (rakavo) boleznijo in druga brez nje. Pri obeh skupinah so klinične in elektrofiziološke značilnosti enake. Najpogostejše rakave novotvorbe povezane z LEMS so karcinom pljuč (v 60%), karcinomi limfatičnega tkiva ter karcinom prsi, prebavil ali sečil. Obe skupini LEMS (s in karcinomom in brez njega) sta tudi pogosteje povezani z drugimi avtoimunskimi boleznimi, kot so Addisonova bolezen, celiakija, diabetes mellitus, revmatoidni artritis itd. 

## Znaki in simptomi
Začetek bolezni je po navadi postopen in neopazen. Glavne značilnosti so
šibkost in utrujenost zgornjih in spodnjih okončin (mišice bližje trupu so prizadete bolj kot tiste bolj oddaljene), bolečine v mišicah in okorelost. Ostali znaki so še oslabelost dihalnih mišic, zmanjšani
ali izginuli kitni refleksi, periferne parastezije (motnje občutkov na obrobju), neodzivnost na
antiholinesteraze (edrofonij, neostigmin) in povečana občutljivost na
kurara strup. Pri 70% so prizadeti tudi možganski živci, kar se
kaže kot blaga in prehodna šibkost mišic oči (povešanje vek, dvojni
vid), težave z govorom, požiranjem ter šibkost vratnih mišic (padanje
glave naprej). Prizadetost avtonomnega živčevja
se pojavlja pri 80% in se kaže kot suha usta, impotenca, zaprtost,
zmanjšano potenje, vrtoglavica in podobno. 

## Diferencialna diagnoza
V diferencialni diagnozi pridejo v poštev:
- Miastenia gravis
- Miopatija
- Sindrom kronične utrujenosti

## Preiskave
Dokažemo lahko protitelesa proti Ca2+ kanalčkom v krvi.  Elektrofiziološki testi so uporabni tako pri diagnozi kot pri spremljanju bolezni. Edrofonijski test je lahko pozitiven a je odziv šibkejši kot pri miasteniji gravis. 

## Terapija
Terapija je odvisna od resnosti simptomov, odzivnosti na simptomatsko
zdravljenje in prisotnosti ali odsotnosti maligne bolezni. Možnosti zdravljenja so:
- 3,4-diaminopiridin: blokira K kanalčke in s tem podaljša akcijski potencial ter poveča sproščanje acetilholina. S tem se izboljša mišična moč in avtonomne motnje.
- Acetilholinesteraze (neostigmin): potencirajo učinek 3,4-diaminopiridina, same pa ne izboljšajo stanja
- Plazmafereza: odstrani protitelesa. Uporabno pri zdravljenju hudih oblik.
- Intravenozni imunoglobulini: nevtralizirajo protitelesa. Za zdravljenje hudih oblik.
- Zdravljenje pridružene maligne bolezni
- Steroidi in imunosupresivi: kadar ni odziva na druga zdravila in ni pridružene maligne bolezni